# Monte Montarlone
Il Monte Montarlone, detto spesso semplicemente Montarlone (1.500 m s.l.m.), è una montagna dell'Appennino ligure.
Si trova sullo spartiacque di destra della Val d'Aveto, il suo versante sovrasta una vasta zona boscosa. Nelle vicinanze si trova il passo dei Prati di Foppiano (nel comune di Rovegno, nella città metropolitana di Genova) dove è presente un rifugio incustodito ed il sentiero che in tempi remoti metteva in comunicazione la val d'Aveto con la Val Trebbia.